# Bozyazı (district)
Bozyazı is een Turks district in de provincie Mersin en telt 26.161 inwoners (2007). Het district heeft een oppervlakte van 565,8 km². Hoofdplaats is Bozyazı.
De bevolkingsontwikkeling van het district is weergegeven in onderstaande tabel.
| 1997   | 2000   | 2007   |
| ------ | ------ | ------ |
| 42.238 | 43.835 | 26.161 |